# 傅春英
傅春英（1956年10月1日—1994年7月6日），辽宁盖县人，舞蹈演员，北京电影学院形体课、舞蹈课老师，演员周里京妻子。曾主演了中国第一部开创敦煌舞蹈流派的舞剧《丝路花雨》。1994年7月6日，被两名入室抢劫的劫匪杀害。

## 生平
1970年，傅春英在甘肃省歌兵团担任舞蹈演员，主演了《小刀会》、《沂蒙颂》等舞剧。
1979年，傅春英主演了中国第一部开创敦煌舞蹈流派的舞剧《丝路花雨》，与贺燕云联袂扮演“英娘”。同年10月1日，傅春英携《丝路花雨》在人民大会堂演出，为国庆三十周年献礼。《丝路花雨》曾赴朝鲜、日本、法国、意大利等多个国家演出，并因为演出该舞剧，傅春英获得了甘肃省青年舞蹈优秀表演奖一等奖，并被授予全国三八红旗手和“甘肃省三八红旗手”称号。
1985年，傅春英在在珠江电影制片厂的8集电视剧《沙州王子》中担任女主角。